# August Starzeński (ziemianin)
August Starzeński herbu Lis, hrabia (ur. w 1836 w Dąbrówce Starzeńskiej, zm. 31 maja 1886 w Wiedniu) – ziemianin, polityk konserwatywny, poseł do austriackiej Rady Państwa 

## Życiorys
Ziemianin, właściciel odziedziczonych dóbr Dąbrówka Starzeńska w powiecie brzozowskim oraz Dylągowej i Siedlisk w powiecie sanockim, a także Iławcze i Mogielnica w powiecie trembowelskim. Ponadto był kolekcjonerem i miłośnikiem sztuki. Wyremontował pałac po Stadnickich w Dąbrówce i zbudował w parku go otaczającym neogotycką kaplicę rodową. W okresie powstania styczniowego był związany z tajną organizacją pomagającą powstańcom, m.in.udzielił schronienia przebywającym w Galicji generałom Ludwikowi Mierosławskiemu i Marianowi Langiewiczowi – późniejszemu dyktatorowi powstańczego rządu. Członek Wydziału Okręgowego w Brzozowie (1869-1876) i Trembowli (1875-1879) Galicyjskiego Towarzystwa Kredytowego Ziemskiego. Członek oddziału sanocko-brzozowskiego (1869-1870) a następnie tarnopolsko-trembowlańskiego (1872-1886) Galicyjskiego Towarzystwa Gospodarskiego we Lwowie. Członek powiatowej Komisji Szacunkowej podatku gruntowego w Trembowli (1874-1883). 
W dobie autonomicznej politycznie związał się z konserwatystami krakowskimi tj. stańczykami, a następnie z podolakami. Członek Rady Powiatowej w Brzozowie (1867-1870) a następnie Rady Powiatowej w Trembowli (1871-1886) oraz zastępca członka (1872-1873, 1882-1883) i członek (1874-1881) Wydziału Powiatowego w Trembowli.  Pełnił mandat posła do austriackiej Rady Państwa VI kadencji (od 7 października 1879 do 23 kwietnia 1885) i VII kadencji (od 22 września 1885 do 31 maja 1886), wybierany w kurii I (większej własności ziemskiej) w okręgu wyborczym nr 20 Tarnopol-Zbaraż–Skałat-Trembowla). Był członkiem Koła Polskiego w Wiedniu, gdzie należał do grupy posłów konserwatywnych. Po jego śmierci mandat objął 29 września 1886 Teodor Serwatowski.  

## Rodzina i życie prywatne
Urodził się w rodzinie ziemiańskiej jako syn Wojciecha Kajetana (1807-1851) i Marii (1810-1885) z baronów Dulskich. Był bratankiem Kazimierza Starzeńskiego. W 1860 poślubił Helenę z Dulskich (1840-1888) z którą miał dwóch synów, Kazimierza (1861-1874) i Wojciecha Alberta Aleksandra (1862-1908).